# Stina Karlsson (Skilangläuferin)
Stina Ulrika Karlsson (* 27. April 1961 in Jörn) ist eine ehemalige schwedische Skilangläuferin.
Karlsson, die für den Sollefteå SK startete, gewann bei den Juniorenweltmeisterschaften 1980 in Örnsköldsvik die Bronzemedaille mit der Staffel und belegte bei den Olympischen Winterspielen 1984 in Sarajevo den 32. Platz über 20 km und den 31. Rang über 10 km.  Bei den schwedischen Meisterschaften siegte sie im Jahr 1986 mit der Staffel von Sollefteå SK.